# Oryzoborus
Oryzoborus és un gènere obsolet d'ocells de la família dels tràupids (Thraupidae).

## Taxonomia
A la Classificació del Congrés Ornitològic Internacional (versió 10.1, 2020) aquest gènere figurava format per 6 espècies:
- Oryzoborus angolensis.
- Oryzoborus atrirostris.
- Oryzoborus crassirostris.
- Oryzoborus funereus.
- Oryzoborus maximiliani.
- Oryzoborus nuttingi.

Totes aquestes espècies van ser transferides al gènere Sporophila arran els treballs de Burns et al. 2016